# Görögország prefektúráinak listája terület szerint
Görögország prefektúráinak listája, a legnagyobb területű prefektúrától a legkisebb felé haladva. 
Az Athosz-hegy nem prefektúra, hanem a görög szuverénhez tartozó önálló állam, de a listában szerepel, hogy összegként kijöjjön Görögország teljes 131 957,413 km²-es területe.

## Fordítás
- Ez a szócikk részben vagy egészben  a   List of the prefectures of Greece by area című angol Wikipédia-szócikk ezen változatának fordításán alapul.  Az eredeti cikk szerkesztőit annak laptörténete sorolja fel. Ez a jelzés csupán a megfogalmazás eredetét és a szerzői jogokat jelzi, nem szolgál a cikkben szereplő információk forrásmegjelöléseként.